# Dzjaba Kankava
Dzjaba Kankava (georgiska: ჯაბა გიორგის ძე კანკავა, Dzjaba Giorgis dze Kankava), född 18 mars 1986 i Tbilisi, är en georgisk fotbollsspelare (mittfältare) som spelar för slovakiska Slovan Bratislava.

## Karriär
I juni 2021 värvades Kankava av slovakiska Slovan Bratislava.